# NGC 1781
NGC 1781 je galaksija u zviježđu Zecu.

## Vanjske poveznice
- SEDS: NGC 1781